# Killjoy 2: Deliverance from Evil
Killjoy 2: Deliverance from Evil es una película slasher de 2002 y secuela de la película de terror, Killjoy.

## Argumento
La película comienza con un joven llamado Nic (Charles Austin) que es perseguido por dos agentes de policía (Wayland Geremy y Bobby Madsen) por vender cocaína. Una semana más tarde, Nic, su socio en el crimen Ray-Ray (Elección Skinner) y otros tres delincuentes: Eddie (Jermaine Cheeseborough), Ce-Ce (Nicole Pulliam) y el tímido Charlotte Davis (Olimpia Fernández) son llevados por dos oficiales de detención, Denise Martínez y Harris Redding (Debbie Rochon y Logan Alexander) a Loxahatchee Canon, donde hay un centro de detención para los delincuentes se quedan con el fin de que paguen por sus crímenes. En el camino, el motor se detiene en medio de la nada, sin recepción de telefonía celular, no hay gasolineras cercanas y ninguna esperanza.

## Reparto
- Charles Austin como Nic.
- Wayland Geremy como Oficial Donnelly.
- Bobby Marsden como Oficial White.
- Aaron Brown como File Clerk.
- Logan Alexander como Harris Redding.
- Debbie Rochon como Denise Martinez.
- Nicole Pulliam como Ce-Ce.
- Choice Skinner como Ray-Ray.
- Olimpia Fernandez como Charlotte.
- Jermaine Cheeseborough como Eddie.
- Babalda Francis Cledjo como  Guardia de Seguridad.
- Tammi Sutton como Lilly.
- Rhonda Claerbaut como Kadja.
- Trent Haaga como Killjoy.
- Devin Hamilton como Ranger.